# 9С32
9С32 (по классификации НАТО — Grill Pan) — советская и российская самоходная многоканальная станция наведения ракет из состава ЗРС С-300В.

## История создания
Проектирование РЛС 9С32 было начато по единым тактико-техническим требованиям, предъявляемым к ЗРС С-300В, в тульском НИЭМИ под руководством заместителя главного конструктора Р. С. Толмачёва. Работы велись в тематическом отделе 3 совместно с отраслевыми подразделениями. После изготовления первого опытного образца был выявлен ряд серьёзных недоработок, среди которых был непригодный метод устранения неоднозначностей, основанный на изменениях частоты повторения в сигнале. Основными недостатками выбранного метода были: чрезмерное время, затраченное на всю процедуру (около 100 секунд), а также полная неработоспособность РЛС при появлении в луче двух целей. В 1975 году при создании второго опытного образца был использован новый метод устранения неоднозначностей, основанный на сигнале с переменной частотой. Метод реализован на пределе возможностей уровня развития электроники того времени, что повлияло на характер доработок конструкции и материальной базы машины, а также на сроках выполнения работ. В 1983 году комплекс С-300В1 был принят на вооружение в составе командного пункта 9С457, РЛС 9С15, МСНР 9С32, ПУ 9А83, ПЗУ 9А85 и ЗУР 9М83. В 1988 году был пройден второй этап испытаний, после которого комплекс С-300В был дополнен РЛС 9С19, ПУ 9А82, ПЗУ 9А84 и ЗУР 9М82.

## Описание конструкции
9С32 является трёхкоординатной многоканальной станцией наведения ракет. Машина оборудована когерентно-импульсной РЛС, работающей в сантиметровом диапазоне электромагнитных волн. За счёт применения фазированной антенной решётки станция осуществляет электронное сканирование луча. Управление лучом производится с помощью специальной ЭВМ.

Станция производит секторный поиск целей и их последующее сопровождение, как в автономном, так и в режиме целеуказаний, а также одновременно управляет пусковыми и пуско-заряжающими установками. 9С32 способна осуществлять передачу информации для пуска одновременно до 12 ЗУР по 6 целям.
| Характеристики обнаружения целей МСНР 9С32 |                                |                                   |
| Тип цели                                   | Дальность обнаружения, км      | Время перехода в сопровождение, с |
| Истребитель (в режиме ЦУ)                  | 150 (высота полёта более 5 км) | 11                                |
| Истребитель (в автономном режиме)          | 140                            | 11                                |
| Р-11                                       | 90                             |                                   |
| «Першинг»                                  | 140                            | 5                                 |
| Авиационные ракеты                         | 80                             |                                   |

### Ходовая часть
Все средства многоканальной станции наведения ракет 9С32 установлены на специальное гусеничное шасси, имеющее индекс ГБТУ — «Объект 833». Шасси разработано в конструкторском бюро Ленинградского завода имени Кирова. В основе конструкции лежит шасси самоходной пушки 2С7 «Пион». Изменено положение моторно-трансмиссионного отделения (перенесено в кормовую часть машины), узлы и агрегаты шасси по отдельным узлам унифицированы с танками Т-72 и Т-80.

## Модификации
- 9С32 — многоканальная станция наведения ракет ЗРС С-300В
- 9С32-1 — многоканальная станция наведения ракет ЗРС С-300В1
- 9С32М — многоканальная станция наведения ракет ЗРС С-300ВМ